# Attaques contre des journalistes pendant le conflit entre Israël et le Hezbollah de 2023 à 2024
Les attaques contre des journalistes pendant le conflit entre Israël et le Hezbollah depuis le 8 octobre 2023 sont principalement des frappes aériennes israéliennes qui ont conduit à la mort de 10 journalistes et d'un civil et ont blessé au moins 15 journalistes dans le sud du Liban et en Syrie. Deux de ces frappes ont fait l'objet d'enquêtes indépendantes qui concluent à de possibles crimes de guerre. Des journalistes ont été agressés par ailleurs par des Libanais en couvrant la guerre depuis les zones contrôlées par le Hezbollah ; plusieurs ont été blessés ; un incident a entraîné la mort par crise cardiaque du conducteur d'une voiture de journalistes.

## Attaques par l'aviation israélienne

### 13 octobre 2023
Alors qu'un groupe de journalistes de Reuters, de l'AFP et d'Al Jazeera filmaient en direct une vidéo d'un avant-poste de Tsahal à plus d'un kilomètre de la ville libanaise d'Aalma ech Chaab, deux obus de char tirés ont directement touché le groupe. Le premier photojournaliste de Reuters tué était Issam Abdallah (en). La deuxième frappe a été beaucoup plus puissante et a mis le feu au véhicule d'Al Jazeera, une Toyota blanche, à côté de laquelle se trouvaient les journalistes d'Al Jazeera Carmen Joukhadar et Elie Brakhya, ainsi que leur collègue de l'AFP Dylan Collins. La photographe de Reuters, Christina Assi, a également été grièvement blessée et a dû se faire amputer la jambe,. L'armée libanaise a déclaré que l'armée israélienne avait tiré le missile qui a tué Abdallah. Un autre journaliste de Reuters présent sur les lieux a déclaré qu'Abdallah avait été tué par des projectiles tirés depuis Israël. Son dernier message sur Instagram, publié une semaine avant son assassinat, était une photographie de Shireen Abu Akleh, une journaliste palestinienne d'Al Jazeera qui avait été tuée par Israël en 2022,.
Un rapport de février 2024 de la Force intérimaire des Nations Unies au Liban a conclu qu'un char israélien avait tué Abadallah lorsqu'il avait tiré sur des « journalistes clairement identifiables », ce qui constituait une violation du droit international..Le rapport « a estimé qu'il n'y avait pas eu d'échange de tirs à travers la Ligne bleue au moment de l'incident », sans aucune trace d'un quelconque échange de tirs à travers la frontière pendant les 40 minutes précédant les tirs du char. Les Forces de défense israéliennes ont répondu au rapport des Nations Unies en affirmant que le Hezbollah les avait attaquées et que des tirs de chars avaient donc été utilisés en représailles.

### 13 novembre 2023
Un autre groupe de journalistes libanais a été touché par un projectile à quelques mètres d'eux alors qu'ils effectuaient un reportage dans la ville de Yaroun. L'incident a été filmé en direct par Al Jadeed. Le présentateur a été entendu parler au présentateur en direct Rif Akil après la frappe. Le présentateur a déclaré : « Il est clair que la roquette est tombée à quelques mètres de vous. Il est clair qu'il s'agit d'une frappe directe contre des journalistes travaillant à Yaroun », tandis que la caméra filmait le site de l'attaque. Seules des blessures mineures ont été signalées après cette attaque.

### 21 novembre 2023
Alors qu'une équipe d'Al-Mayadeen couvrait les derniers développements à la frontière libano-israélienne près de Tayr Harfa dans le sud du Liban, un char israélien a pris pour cible la journaliste Farah Omar et le caméraman Rabih Maamari de la chaîne de télévision Al Mayadeen, affiliée au Hezbollah. Les bombardements d'artillerie ont entraîné la mort immédiate de Farah Omar et de Rabih Maamari. Un guide local libanais, Hussein Aqeel, qui accompagnait les journalistes a également été tué. Al Mayadeen a déclaré que l'attaque était délibérée en raison des opinions pro-palestiniennes de la chaîne.
Libération rappelle que ces journalistes travaillant pour Al-Mayadeen sont juridiquement « tous des civils, dont la prise pour cible va à l’encontre du droit international humanitaire ».

### 23 décembre 2023
Un cameraman d'Al-Manar a été blessé à l'œil après une attaque de Tsahal sur une route de la région d'al-Khardali où passaient également des correspondants de MTV et de l'Agence de presse nationale (National News Agency), l'agence de presse du gouvernement libanais. L'armée israélienne a lourdement bombardé la région de Deir Mimas-Khardali et a empêché les civils de traverser la route en bombardant les véhicules qui y passaient.

### 26 décembre 2023
Un missile antichar du Hezbollah a été touché à côté de l'équipe de la chaîne d'informations israélienne Channel 13 News alors qu'elle interviewait un agriculteur à Dovev, dans un article faisant suite à une précédente attaque du Hezbollah qui a tué un employé de 56 ans de la Israel Electric Corporation et blessé cinq ouvriers qui réparaient des lignes électriques.

### 23 au 25 septembre 2024
L'armée israélienne mène une campagne de bombardements massifs à partir du 23 septembre sur plusieurs sites au Liban. Le rédacteur en chef de Miraya International Network est blessé alors qu'il se préparait pour une interview après qu'un missile israélien ait traversé sa fenêtre dans la vallée de la Bekaa,. Hadi Al-Sayyed, rédacteur en chef du site libanais Al Mayadeen, est également décédé des suites de ses blessures après une attaque à son domicile.
Le 25 septembre, Kamel Karaki, photojournaliste d'Al Manar, meurt dans une frappe visant sa ville natale de Qantara.

### 1er octobre 2024
Une frappe aérienne israélienne à Damas, en Syrie, a tué trois civils et en a blessé neuf autres, selon l'Agence de presse arabe syrienne contrôlée par le gouvernement syrien. Parmi les morts se trouve le présentateur de télévision syrien Safaa Ahmad.

### 25 octobre 2024
Une frappe israélienne sur un complexe abritant 18 journalistes d'au moins sept organisations médiatiques, dont la cour abritait des voitures clairement marquées « PRESSE », à Hasbaya, a tué un ingénieur et un caméraman d'Al Mayadeen ainsi qu'un autre caméraman d'Al-Manar, et en a blessé trois autres. Il s'agit de l'attaque la plus meurtrière contre des journalistes au Liban depuis le début du conflit. Il n'y a pas eu d'avertissement avant les frappes.
Le porte-parole adjoint de l’ONU souligne le fait que les journalistes sont « protégés par le droit international humanitaire ». Jonathan Dagher, responsable du bureau Moyen-Orient de Reporters sans frontières (RSF) affirme qu'il s'agit vraisemblablement d'un crime de guerre dans la mesure où les journalistes étaient « identifiables » par des voitures marquées PRESS, et où la frappe était « isolée » ; il annonce l'ouverture d'une enquête par Reporters sans frontières.
The Guardian rappelle au sujet de cette frappe israélienne que « les journalistes sont considérés comme des civils au regard du droit international humanitaire et les prendre délibérément pour cibles constitue un crime de guerre ». Le Centre Samir Kassir Eyes pour la liberté des médias — du nom d'un journaliste libanais assassiné par le régime syrien — établit un parallèle avec le Meurtre de journalistes pendant la guerre à Gaza et voit dans ce bombardement une tentative de décourager la couverture journalistique de la guerre menée au Liban par Israël.
Human Rights Watch et The Guardian mènent des enquêtes séparées qui concluent fin novembre 2024 à un possible crime de guerre israélien.

## Attaques par des civils libanais
- 9 octobre 2023 : la journaliste italienne Lucia Goracci et le caméraman Marco Nicois ont été attaqués au Liban alors qu'ils couvraient les conséquences d'une frappe aérienne israélienne à Jiyeh, entraînant la mort de leur chauffeur local d'une crise cardiaque quelques instants plus tard[27].
- 19 juin 2024 : Le critique du Hezbollah Rami Naim a été agressé par 20 hommes armés, prétendument affiliés au Hezbollah, dans le quartier de Verdun à Beyrouth[28]. Il a affirmé qu'il s'agissait d'une tentative de meurtre[29].
- 30 juillet 2024 : Après l'assassinat de Fuad Shukr, les reporters et les journalistes ont fait face à l'hostilité alors qu'ils couvraient l'incident, notamment Al Jazeera et MTV, qui ont été attaqués en direct par des partisans du Hezbollah qui se trouvaient sur le lieu du raid à Haret Hreik et les ont empêchés de couvrir l'événement[30].
- 29 septembre 2024 : Fulya Ozturk, correspondante de CNN Turk, a été agressée par un passant à Beyrouth alors qu'elle couvrait en direct le meurtre du chef du Hezbollah Hassan Nasrallah[31].
- 10 octobre 2024 : Le reporter de la chaîne d'informations turque TV100 Sertaç Murat Koç et le caméraman Yusuf Ziya Mert ont été agressés et empêchés de filmer en direct après une frappe aérienne israélienne sur Beyrouth qui a tué 22 personnes après avoir été interrogés sur leur nationalité[32].
- 2 octobre 2024 : Deux journalistes belges travaillant pour la chaîne de télévision indépendante VTM ont été blessés après avoir été battus à Beyrouth par un groupe d'hommes qui les accusaient de travailler pour Israël. L'agression a eu lieu alors qu'ils tentaient de couvrir une explosion dans la ville[33].

## Enquêtes sur l'attaque israélienne du 13 octobre 2023

### Enquête de Reporters sans frontières
Durant le conflit, Reporters sans frontières (RSF) a affirmé que l’armée israélienne avait délibérément pris pour cible des journalistes,. Selon une enquête de RSF, Israël aurait ciblé des journalistes lors de frappes de missiles le 13 octobre, qui ont tué le reporter de Reuters Issam Abdallah (en) et blessé quatre autres. Ces deux frappes de missiles israéliens, à 30 secondes d'intervalle, ont touché un groupe de sept journalistes dans le sud du Liban qui couvraient les combats entre Israël et le Hezbollah. Dans une vidéo, on voit les journalistes porter des gilets et des casques les identifiant comme « PRESSE ». Le marquage était également présent sur le toit de leur voiture, qui a explosé après avoir été touchée par le deuxième missile. Selon le Conseil de l’Europe, le fait de cibler intentionnellement des journalistes constitue un crime de guerre.

### Reuters et TNO
L'Organisation néerlandaise pour la recherche scientifique appliquée (TNO) qui teste et analyse les munitions et les armes, a aidé Reuters en examinant le matériel recueilli sur le site de l'explosion du 13 octobre et a découvert que le morceau de métal était l'aileron d'un canon de 120 mm. Cartouche de char de calibre 1,34 mm tirée km de la frontière, tiré par un canon de char à âme lisse. L'Organisation néerlandaise pour la recherche scientifique appliquée a déclaré que les images satellite et une photo prise par Issam Abdallah ne montraient aucun signe d'attaques antérieures dans leur zone, et que l'obus avait été tiré à 1,34 km des journalistes, à partir d'Israël.
L'Organisation néerlandaise pour la recherche scientifique appliquée a analysé l'enregistrement en direct d'Al Jazeera des deux frappes et un enregistrement vidéo de la chaîne italienne RAI qui montrent le point de lancement de la deuxième frappe. Des journalistes de la RAI filmaient le bombardement transfrontalier le jour même de l'attaque depuis Alma ech Chaab où leur caméra était tournée vers le bruit de l'explosion. En utilisant l'audio de l'émission d'Al Jazeera, ils ont déterminé que les obus avaient été tirés à 1343 mètres des journalistes et ont déclaré que les signatures sonores des deux échantillons des frappes correspondaient, indiquant que les deux obus de char avaient été tirés depuis la même position.

### Amnesty International et Human Rights Watch
Les organisations non gouvernementales Amnesty International et Human Rights Watch ont tenu une conférence de presse conjointe dans la capitale libanaise, Beyrouth, le 7 décembre 2023, au cours de laquelle elles ont dévoilé les conclusions de leurs enquêtes sur l'attaque qui a tué Issam Abdallah et blessé six autres personnes le 13 octobre. Ils ont conclu que le groupe de journalistes avait été touché par un obus de char et ont déclaré qu'il s'agissait d'une attaque directe contre des civils et qu'ils étaient visiblement identifiables comme des journalistes, ce qui a nécessité une enquête pour crime de guerre. Après analyse, ils ont découvert que le point de tir se trouvait sur une position israélienne proche du village de Jordeikh, située à l'est des journalistes,.

### Rapport des Nations Unies en février 2024
Un rapport de février 2024 de la Force intérimaire des Nations Unies au Liban a conclu qu'un char israélien avait tué  Issam Abadallah lorsqu'il avait tiré sur des « journalistes clairement identifiables », ce qui constituait une violation du droit international. Le rapport « a estimé qu'il n'y avait pas eu d'échange de tirs à travers la Ligne bleue au moment de l'incident », sans aucune trace d'un quelconque échange de tirs à travers la frontière pendant les 40 minutes précédant les tirs du char.

## Enquêtes sur l'attaque israélienne du 25 octobre 2024
Human Rights Watch mène une enquête indépendante sur la frappe israélienne contre un complexe abritant 18 journalistes, à Hasbaya, qui a tué 3 journalistes et en a blessé trois autres. Fin novembre, l'organisation de défense des droits de l'hommes qualifie cette frappe israélienne de « crime de guerre apparent », étant donné qu'il s'agit « très vraisemblablement d'une attaque délibérée contre des civils ». L'enquête conclut également que l'aviation israélienne avait employé une bombe équipée d’un kit de guidage de fabrication américaine .
Le quotidien britannique The Guardian conclut de manière similaire après enquête qu'« il n'y avait pas de combats dans la zone avant ou au moment de l'attaque », que les journalistes ont été tués dans leur sommeil. The Guardian n'a trouvé « aucune preuve de la présence d'infrastructures militaires du Hezbollah sur le lieu de l'attaque israélienne »  et conclut que cette attaque pourrait constituer des crimes de guerre.
La rapporteuse spéciale des Nations Unies sur la promotion et la protection du droit à la liberté d’opinion et d’expression, Irene Khan, réagissant à cette enquête du Guardian, déclare que « les autorités israéliennes  ignorent de manière flagrante leurs obligations juridiques internationales en matière de protection des journalistes ». Elle rapproche cette frappe israélienne à Hasbaya du« schéma des assassinats et des attaques des forces israéliennes contre les journalistes à Gaza », dans la mesure où Israël n'apporte pas de preuve de la présence de combattants armés pour justifier ses bombardements, semble cherche à dissuader les journalistes d'accomplir leur travail et d'informer le public sur d'éventuels crimes de guerre.

## Réactions
A propos de la mort d'Abdallah, le porte-parole militaire israélien Richard Hecht a déclaré : « Nous sommes vraiment désolés », mais n'a pas confirmé que les obus israéliens avaient touché les journalistes. L'armée israélienne a déclaré avoir utilisé des tirs de chars et d'artillerie dans les environs pour dissuader une éventuelle infiltration en provenance du Liban au moment où Issam Abdallah a été tué. Ils ont déclaré que leurs actions étaient une réponse aux tirs du Hezbollah le long de la frontière israélo-libanaise, et l'incident est toujours en cours d'examen. L'armée israélienne a également lancé une enquête sur les circonstances entourant la mort d'Abdallah.
Michael Downey, journaliste au New York Times et à la British Broadcasting Corporation (BBC), a commenté une vidéo prise peu avant l'incident : « Aucun coup de semonce, c'était intentionnel ».
Le Liban a dénoncé le meurtre du journaliste de Reuters Issam Abdallah, tué lors d'une frappe d'artillerie israélienne visant un groupe de reporters. Après la mort d'Abdallah, l'armée libanaise a procédé à une évaluation sur place, affirmant qu'Israël avait lancé le missile qui l'a tué,. Le ministère libanais des Affaires étrangères a demandé à sa mission auprès de l'ONU à Beyrouth d'exprimer sa profonde inquiétude face à ce qu'elle perçoit comme une atteinte manifeste à la liberté d'opinion et de la presse. De plus, le Liban a affirmé son intention de déposer une plainte officielle auprès du Conseil de sécurité de l'ONU, accusant Israël d'avoir intentionnellement provoqué la mort d'Abdallah et d'avoir donc, commis un crime de guerre.

## Victimes
Liste des journalistes et des civils tués (en gras) ou blessés.
| Date              | Noms             | Descriptions | Appartenance à               | Références |
| ----------------- | ---------------- | --- | ---------------------------- | ---------- |
| 13 octobre 2023   | Carmen Joukhadar | Une journaliste libanais qui a subi des blessures majeures et a été hospitalisé pendant des semaines.                                                              | Al Jazeera                   | [ 39 ]     |
| 13 octobre 2023   | Christina Assi   | Une photographe libanaise qui a subi des blessures potentiellement mortelles et est restée en soins intensifs pendant des semaines et s'est fait amputer la jambe. | AFP                          | [ 49 ]     |
| 13 octobre 2023   | Dylan Collins    | Un photographe américain qui a été blessé lors de la deuxième frappe alors qu'il essayait d'aider Assi.                                                            | AFP                          | [ 39 ]     |
| 13 octobre 2023   | Elie Brakhya     | Un photojournaliste libanais qui a subi des blessures majeures et a été hospitalisé pendant des semaines.                                                          | Al Jazeera                   | [ 39 ]     |
| 13 octobre 2023   | Issam Abdallah   | Un photojournaliste libanais qui a été immédiatement tué dans une frappe d'artillerie israélienne qui a ciblé le groupe de journalistes.                           | Reuters                      | ,          |
| 13 octobre 2023   | Maher Nazeh      | Un photojournaliste irakien qui a subi des blessures mineures. | Reuters                      | [ 39 ]     |
| 13 octobre 2023   | Thaer al-Sudani  | Un photojournaliste irakien qui a subi des blessures mineures. | Reuters                      | [ 39 ]     |
| 13 novembre 2023  | Issam Mawassi    | Un photojournaliste libanais a subi des blessures mineures lorsque les FDI ont attaqué un groupe de journalistes à Yaroun.                                         | Al Jadeed                    | [ 52 ]     |
| 21 novembre 2023  | Farah Omar       | Un correspondant libanais travaillant pour Al Mayadeen, affilié au Hezbollah, a été tué dans une frappe aérienne israélienne dans la région de Tayr Harfa.         | Al Mayadeen                  | [ 53 ]     |
| 21 novembre 2023  | Hussein Aqeel    | Guide local des journalistes d'Al Mayadeen. | (Civilian)                   | [ 54 ]     |
| 21 novembre 2023  | Rabia Al Maamari | Un caméraman libanais travaillant pour Al Mayadeen a été tué dans une frappe aérienne israélienne dans la région de Tayr Harfa.                                    | Al Mayadeen                  | [ 53 ]     |
| 23 décembre 2023  | Khodor Markiz    | Un caméraman libanais qui a été blessé à l'œil après une attaque de Tsahal près de son véhicule.                                                                   | Al Manar                     | [ 13 ]     |
| 23 septembre 2024 | Fadi Boudiya     | Un journaliste libanais blessé après qu'un missile israélien s'est écrasé chez lui.                                                                                | Miraya International Network | [ 17 ]     |
| 23 septembre 2024 | Hadi Al-Sayyed   | Un rédacteur en ligne libanais d'Al Mayadeen qui est mort des suites de blessures qu'il a subies après une attaque à son domicile.                                 | Al Mayadeen                  | [ 18 ]     |
| 25 septembre 2024 | Kamel Karaki     | Un photojournaliste libanais qui a été tué dans sa ville natale.                                                                                                   | Al Manar                     | [ 19 ]     |
| 1er octobre 2024  | Safaa Ahmad      | Un présentateur de télévision syrien qui est mort dans une frappe aérienne israélienne à Damas aux côtés de deux civils.                                           | Syrian Arab News Agency      | [ 20 ]     |
| 2 octobre 2024    | Robin Ramaekers  | Un journaliste belge qui a subi des blessures au visage après avoir été agressé par un groupe d'hommes à Beyrouth.                                                 | VTM                          | [ 33 ]     |
| 2 octobre 2024    | Stijn De Smet    | Un journaliste belge qui a reçu une balle dans la jambe lors de la même attaque.                                                                                   | VTM                          | [ 33 ]     |
| 25 octobre 2024   | Ghassan Najjar   | Un caméraman libanais tué dans une frappe aérienne dans un complexe résidentiel à Hasbaya.                                                                         | Al Mayadeen                  | [ 22 ]     |
| 25 octobre 2024   | Mohammed Rida    | Un ingénieur libanais tué dans la frappe aérienne à Hasbaya. | Al Mayadeen                  | [ 22 ]     |
| 25 octobre 2024   | Wissam Qassim    | Un caméraman libanais tué dans la frappe aérienne à Hasbaya. | Al-Manar                     | [ 22 ]     |